# Schlacht bei New Market

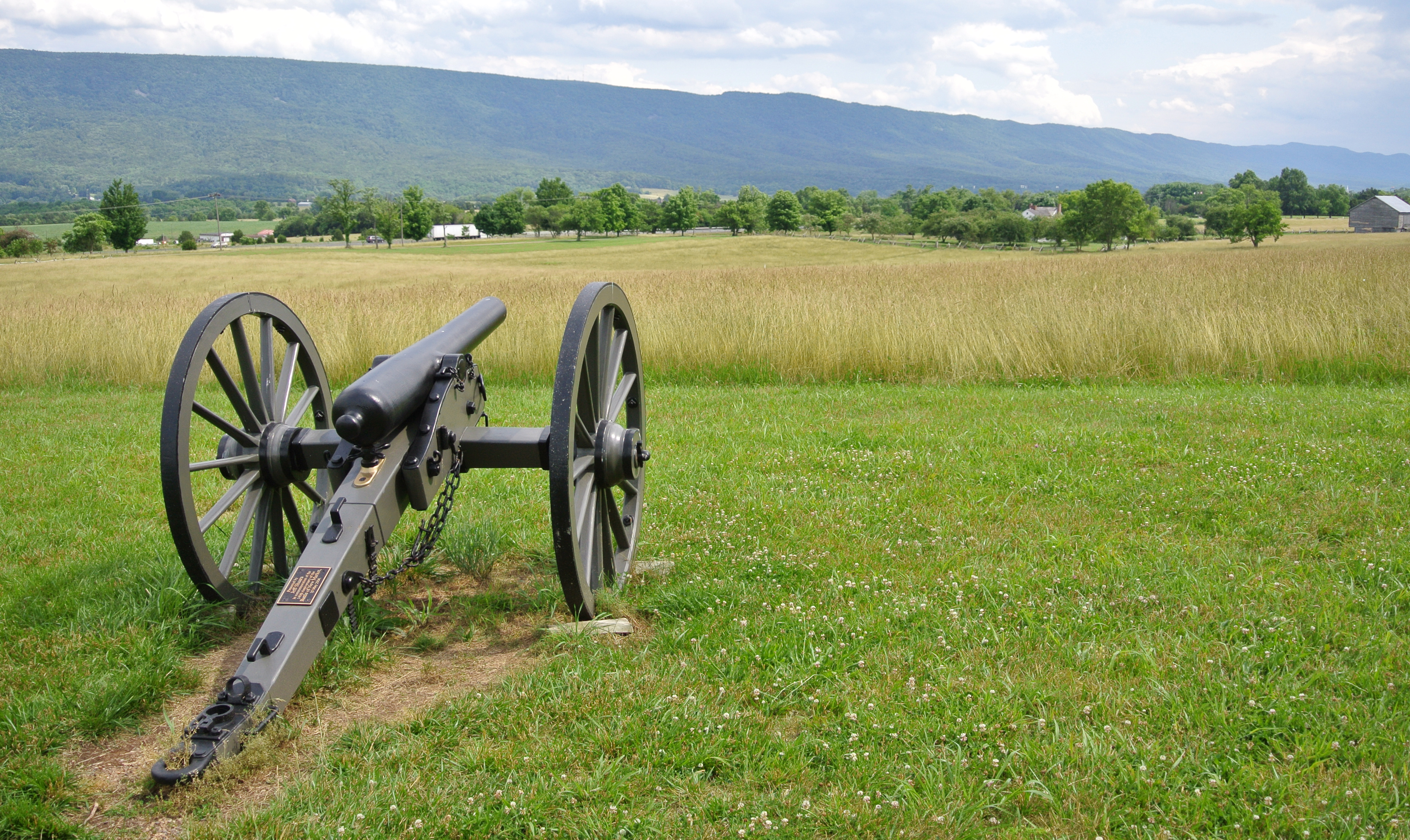
„Field of Lost Shoes“.

Die Schlacht bei New Market fand am 15. Mai 1864 im Rahmen des Lynchburg-Feldzuges von 1864 während des Amerikanischen Bürgerkrieges statt. Sie erzwang den Rückzug der Unionstruppen unter Generalmajor Franz Sigel aus dem Shenandoah-Tal.

## Vorgeschichte

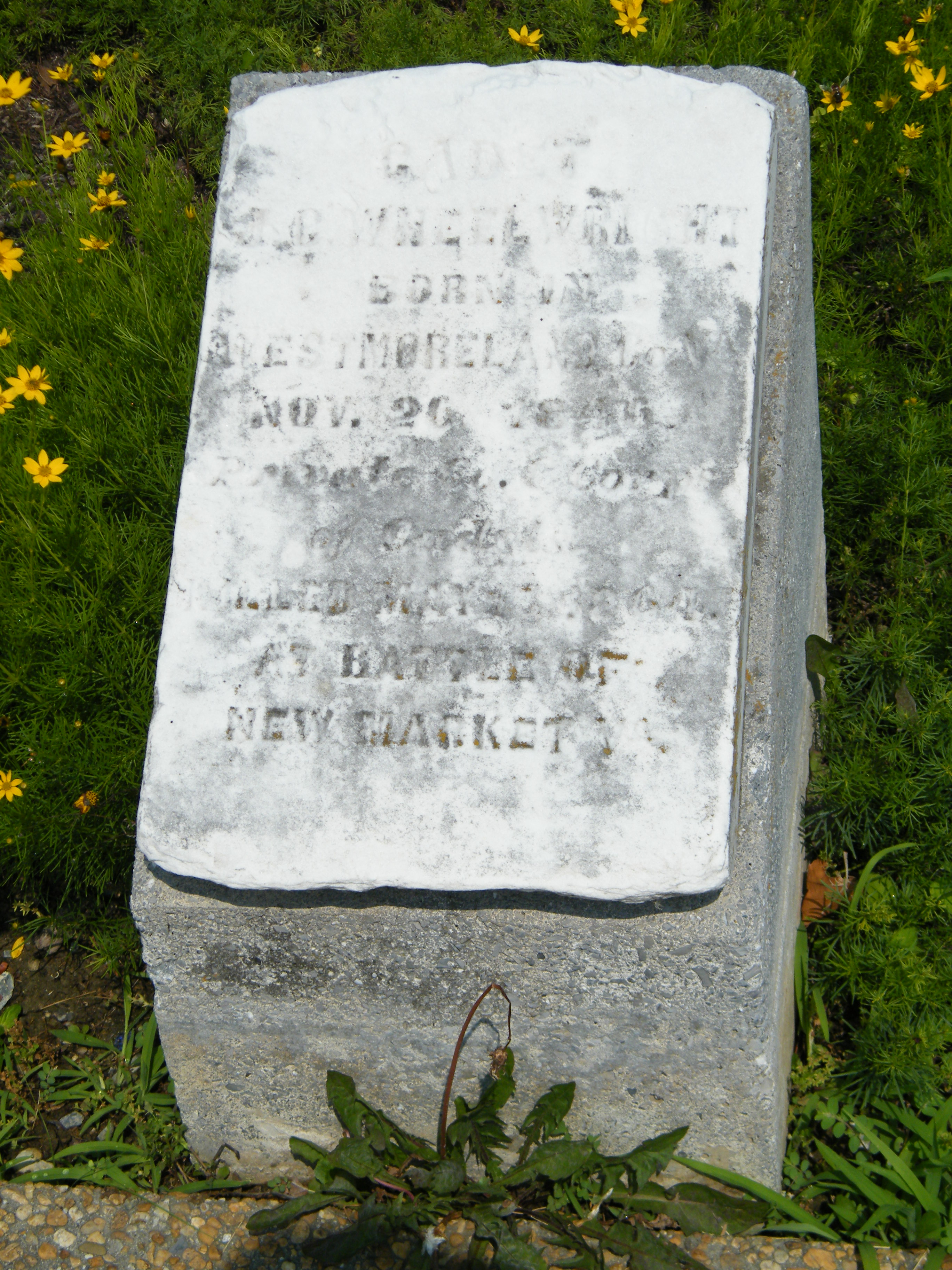
Das Grab eines Kadetten im New Market Battlefield State Historical Park

Im Frühling 1864 plante der Oberbefehlshaber des Unionsheeres Ulysses S. Grant zur Unterstützung seiner Hauptstöße durch die Generale George Gordon Meade gegen Robert E. Lee und William T. Sherman gegen Joseph E. Johnston mehrere Unterstützungsfeldzüge, bei denen auch Generalmajor Franz Sigel mit 9.000 Mann in das Shenandoah-Tal marschieren sollte. In erster Linie hatte er die Aufgabe, die eigenen Verbindungen (Baltimore und Ohio Eisenbahn) zu schützen, erhielt dann aber den Befehl von Grant, seinerseits die Eisenbahn-Verbindungen der Konföderierten zu unterbrechen (er sollte u. a. die Eisenbahn und Kanalsysteme bei Lynchburg zerstören) und Lee in der Flanke zu bedrohen. Daraufhin zog General John C. Breckinridge alle verfügbaren konföderierten Truppen zusammen, um Sigels Vorstoß abzuwehren, sogar die Kadetten des Virginia Military Institute (VMI), die allerdings nur als Reserve für seine rund 4.000 Veteranen gedacht waren.

## Die Schlacht

Schlacht bei New Market

Am 15. Mai 1864 trafen beide bei New Market zusammen. Die Unionstruppen standen nördlich des Ortes, die Konföderierten im Süden. Als Sigel eine Batterie zurückzog, um deren Munition aufzufüllen, griffen die Konföderierten bei heftigem Regen an. Westlich war das Schlachtfeld von einem Arm des Shenandoah begrenzt, östlich von einer Bergkette. Als sich aufgrund des massiven Artillerie- und Infanteriefeuers der Unionstruppen eine Lücke im Zentrum der konföderierten Linien auftat, sah Sigel die Chance für einen Gegenangriff des 34. Massachusetts-Infanterie-Regiments, der allerdings durch den Morast behindert wurde – viele Soldaten verloren im Schlamm ihre Schuhe (Field of lost shoes). Breckinridge sah sich widerstrebend genötigt, die 257 Kadetten des VMI im Alter zwischen 15 und 21 Jahren unter dem 24-jährigen Oberstleutnant Scott Shipp in die Lücke zu werfen (Put the boys in and may God forgive me for the order). Der Angriff wurde abgewehrt, wobei die Kadetten bei der Eroberung einer Artilleriestellung hohe Verluste erlitten. Sie machten einige Gefangene und erbeuteten eine Kanone. Sigel wich allerdings schon nach Strasburg aus und sicherte den Rückzug durch das Verbrennen der Brücke über den Shenandoah ab.

## Folgen
Die siegreichen Kadetten, die auch 10 Tote und 45 Verwundete zu beklagen hatten, ehren noch heute am „New Market Day“ die Gefallenen und ihr Opfer. Sigel war im Wesentlichen ein politischer General, der Lincoln die Unterstützung deutschstämmiger Einwanderer sicherte. Er wurde umgehend auf Drängen von Halleck, mit dem er schon zuvor aneinandergeraten war und der keine hohe Meinung von seinen militärischen Fähigkeiten hatte, und Grant am 19. Mai 1864  als Befehlshaber abgelöst. Sein Nachfolger wurde Generalmajor David Hunter.

## Sonstiges
Der Spielfilm North & South. Die Schlacht bei New Market basiert nach eigener Aussage auf einer wahren Begebenheit.
Der Angriff der Kadetten war Inspiration für eine entsprechende Szene in dem Film Der letzte Befehl mit John Wayne von 1959.
Sigel erwähnt in seinem Bericht über die Schlacht in Buel, Johnson (Hrsg.) „Battles and Leaders of the civil war“ den Angriff der Kadetten mit keinem Wort.

## Film
- Sean NcNamara: „Field of the lost shoes“ 2014, zeigt die Schlacht aus Sicht von sieben Kadetten. Deutsch: „North & South – Die Schlacht bei New Market“